# Дударев, Валерий Фёдорович
Вале́рий Фёдорович Ду́дарев (16 июня 1963, Москва — 16 ноября 2019, там же) — русский поэт, главный редактор журнала «Юность» в 2007—2019 годах.

## Биография
Валерий Дударев родился 16 июня 1963 года в Москве. Отец Фёдор Павлович, отвоевавший Великую Отечественную юнгой Балтийского флота, и мать Людмила Николаевна, в юности хорошо знавшая прошедшего круги ГУЛАГа писателя Ивана Макарьева, любили и знали поэзию.
Среди предков Валерия Дударева донские казаки, таганрогские дворяне, греческие купцы и простые брянские крестьяне.
Окончил филологический факультет МПГИ имени Ленина.
Первые стихи написал лет в десять по картине Грабаря «Февральская лазурь». Особое значение в судьбе поэта сыграли школьные учителя литературы Галина Анатольевна Тарасова-Скуратовская (дочь великого тренера и педагога Анатолия Тарасова) и Татьяна Иосифовна Червонская. Кроме добротного преподавания предмета Галина Анатольевна и Татьяна Иосифовна, начиная с четвёртого класса каждые каникулы возили детей по литературным местам огромной страны.
Во время службы в армии состоялась первая публикация стихов Дударева во владимирской городской газете. Много дало поэту посещение Литературного объединения при писательской организации Владимира, которым руководил Владимир Краковский.
Работал сторожем, дворником, каменщиком, бетонщиком, столяром, архивистом, редактором, преподавал в школе и университете, валил лес в Якутии. Много путешествовал по стране от Москвы до Магадана: даже прошёл пешком и на попутках всю Колымскую трассу. Любимые места — от Ярославля до Переславля-Залесского.
В конце восьмидесятых годов двадцатого века отправил стихи по почте в журнал «Юность» и получил ответ от Юрия Ряшенцева с приглашением зайти в редакцию. Много сделал для становления поэта отдел поэзии «Юности» под руководством Натана Злотникова.
В 90-е годы XX века служил в молодёжном и книжном отделах «Юности». Прошёл путь от заведующего отделом поэзии, ответственного секретаря до заместителя главного редактора журнала «Юность». С января 2007 года по 2019 год являлся главным редактором журнала «Юность».
Важные поэтические публикации В. Дударева: журналы «Волга», «Литературная учёба», «Нева», «Наш современник», «Юность», «East-West Review» (Великобритания), «Знаци» (Болгария), альманахи «День поэзии», «Истоки», «Poesia» (Польша), «Литературная газета», «Независимая газета», «Литературная Россия».
Стихи переводились на английский, болгарский, польский языки.
О поэзии В. Дударева писали Лев Аннинский, Белла Ахмадулина, Андрей Вознесенский, Новелла Матвеева, Инна Ростовцева, Игорь Михайлов и др.
Валерий Дударев — лауреат литературных премий им. Александра Невского, Сергея Есенина, Бориса Корнилова и др. В 2012 году стал лауреатом премии «Новый век. 2012» Международного форума «Диалог цивилизаций и культур» — как главный редактор журнала «Юность» за лучший медийный проект начала XXI столетия.
В 2017 году женился на выпускнице Ивановского государственного университета Марианне Галиевой. В 2018 году в семье родился сын Валериан.
Умер 16 ноября 2019 года.

## Цитаты
Когда мне принесли рукопись стихов Валерия Дударева, мне показались они свежими, искренними, необычными. Хочется пожелать талантливому поэту ярких переживаний, масштабных размышлений о смыслах. Надеюсь, что это сбудется…
— Андрей Вознесенский, «Независимая газета» 2010 г.

К стихам Валерия Дударева у меня искренняя, сразу возникшая приязнь… Среди других поэтов я бы сразу его узнала. Мне нравится, что ему особенно удаются концовки стихотворений…
— Белла Ахмадулина, «Литературная газета» 2004 г.

Бывает же, что стих держится «сам собой», живёт внутренней магией, колдовским звучанием слов, музыкой смыслов и ничего, кроме самостихии, в себе вроде бы не заключает. Но… это и есть Поэзия, таинственная в своей прелести, исполненная соблазна, неотрывная от загадочности бытия. Пересказать её невозможно, логику она игнорирует, логику ей надо приписывать, разгадывая колдовство. Такова поэзия Валерия Дударева…
— Лев Аннинский, «Московская правда» 2005 г.

Среди моря филологизированной поэзии, сплошь и рядом выносящей в имена образов латинские или английские названия, поэзия Валерия Дударева выглядит слишком уж скромной… И кажется, что русская поэзия, исполнив своё предназначения памяти и долга, прошла этими тропами «тихой лирики» от Н. Рубцова до В. Казанцева. Оказывается, нет! Оказывается, можно ещё нежнее…. ещё больнее… ещё безнадёжнее… Поэтическое слово В. Дударева сказано с традиционно-знакомой интонацией, неожиданно проявляющей вечные художественные смыслы русской классической поэзии… Незамутнённое постмодерновой техникой центона, чистое пространство стихотворения (разве что два-три эпиграфа: Пушкин, Блок)… Пространство строго отмерено…, а концовка — внезапная, как свет молнии, — до одного или двух слов: «Ветла// Не загорится!», в которых умещается однако, самое важное и сокровенное — надежда и воля. Оказывается, идя такими поэтическими тропами можно делать открытия и доходить до неведомого, таинственного края бытия… Философское объяснение такого во многом нового для современных лирических поэтов содержится в трудах мыслителя и богослова двадцатого века Павла Флоренского. Поэтому так важны нам те драгоценные, первичные ощущения таинственного бытия жизни — «до игры», которые несёт в себе поэзия В. Дударева. Мир — не текст, он ждёт нашего переживания, обновляется нашими чувствами, а если они выражаются в подлинном поэтическом слове, то мир вновь обретает неожиданную свежесть и новизну, как это было в незапамятные времена; «Ветер плыл, серебрился и глох//В родниковой глуши камыша.//Так, наверно, звучала свирель//До игры, до рождения мглы…»
—  Инна Ростовцева, «Литературная учёба» 2002 г.

…ПРОСТО ИСКРЕННИЕ стихи даются немногим. К этим-то редким поэтам и принадлежит, на мой взгляд, Валерий Дударев. В его лирике есть ещё многое и ещё разное. К примеру, совсем неожиданная образность и одновременно — образная ёмкость. В двух строчках поэт властен дать величественную картину. В. Дударев может именно схватить явление словом…
— Новелла Матвеева, 2004 г.